# ADX Florence

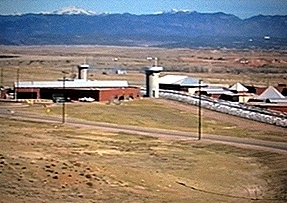
ADX Florence

Lay-out van twee cellen in ADX Florence

Een grafische representatie van een cel

ADX Florence, voluit United States Penitentiary, Administrative Maximum Facility Florence is een Amerikaanse federale gevangeniseenheid gelegen op unincorporated grond van de county Fremont County, in de staat Colorado. ADX Florence is onderdeel van het Federal Correctional Complex, Florence dat zo'n 5 kilometer ten zuiden van Florence ligt, grenzend aan state road CO 67. Het complex valt onder het Federal Bureau of Prisons, een eenheid van het United States Department of Justice. Het werd geopend in november 1994.
ADX Florence is een supermax gevangeniscomplex, ontworpen om geïsoleerde huisvesting te bieden aan 402 gedetineerden die zijn geclassificeerd als de hoogste veiligheidsrisico's in het gevangenissysteem − de "ergste van de slechtste" criminelen − en degenen die een uiterst ernstige bedreiging vormen voor zowel de nationale als de mondiale veiligheid. Gedetineerden worden ingeschat als hoge risico's met het oog op moord op personeel of andere gedetineerden. ADX Florence draagt als bijnaam 'Alcatraz of the Rockies'.
Gevangenen verblijven 23 uur per dag in eenpersoonscellen met faciliteiten gemaakt van gegoten beton om zelfmutilatie te voorkomen, en staan 24 uur per dag onder bewaking, intensief uitgevoerd met een hoge verhouding personeelsleden ten opzichte van gedetineerden. Elke cel heeft een bureau, een kruk en een bed, die bijna volledig zijn gemaakt van gegoten beton, evenals een toilet dat wordt afgesloten als het wordt geblokkeerd, een douche die op een timer loopt om overstromingen te voorkomen en een gootsteen zonder potentieel gevaarlijke kraan. De cellen kunnen ook zijn uitgerust met spiegels van gepolijst staal die met bouten aan de muur zijn bevestigd, een elektrisch licht dat alleen op afstand kan worden uitgeschakeld, een radio en, in zeldzame gevallen, een zwart-wittelevisie waarop recreatieve, educatieve en religieuze programmering te zien is. Bovendien zijn alle cellen volledig geluiddicht zodat gevangenen niet met elkaar kunnen communiceren, ook niet via morse-code. De cellen hebben ramen (10 centimeter breed, 1,2 meter hoog) die zijn ontworpen om te voorkomen dat gedetineerden hun specifieke locatie in het complex kennen, omdat ze alleen de lucht en het dak erdoorheen zien, waardoor het vrijwel onmogelijk is om een ontsnapping te plannen. De maaltijden die de gedetineerden krijgen opgediend, zijn zodanig samengesteld dat ze zichzelf er niet mee kunnen verwonden of onhygiënische situaties kunnen veroorzaken in hun cel.
Gedetineerden verblijven een uur per dag buiten hun eigen cel en worden daarbij, geboeid en geketend, geëscorteerd door minimaal drie officieren voor hun vijf uur privérecreatie per week. Gedetineerden kunnen dan oefeningen uitvoeren in een betonnen put die lijkt op een leeg zwembad, ontworpen om te voorkomen dat ze hun locatie in de faciliteit kennen. De put is alleen groot genoeg voor een gevangene om 10 stappen in een rechte lijn te lopen, of 31 stappen in een cirkel.
De gevangenis bevat een groot aantal bewegingsdetectoren en camera's en 1400 op afstand bediende stalen deuren. Officieren in het controlecentrum van de gevangenis controleren gedetineerden 24 uur per dag en kunnen een "paniekknop" activeren die onmiddellijk elke deur in de faciliteit sluit mocht er een ontsnappingspoging worden vermoed. Drukkussens en 3,7 meter hoge prikkeldraadhekken omringen de perimeter, die wordt bewaakt door zwaarbewapende officieren. In het geval van gedetineerden die geacht worden extreme veiligheidsrisico's te hebben, huisvest het centrum van de gevangenis een gebied dat bekendstaat als de "Z-eenheid". Elk van de drie Z-Unit-cellen is uitgerust met een volledige set lichaamsrestricties die rechtstreeks in het betonnen bed worden gebouwd.
Na een verblijf van drie jaar kunnen gevangenen worden overgebracht naar een minder beperkende gevangenis. Het doel is om "redelijk rustig gedrag" aan te moedigen bij de meest gewelddadige loopbaangevangenen.
De hoge beveiliging is een aandachtspunt waarbij bezorgdheid bestaat over de gevolgen van langdurige opsluiting en isolatie op de geestelijke gezondheid. De gevangenis wordt dan ook bekritiseerd door mensenrechtenorganisaties.

## Gedetineerden met een artikel
| Naam gedetineerde    | Registratienummer    | Foto                      | Veroordeling                                     | Details |
| -------------------- | -------------------- | ------------------------- | ------------------------------------------------ | --- |
| Zacarias Moussaoui   | 51427-054            | Zacarias Moussaoui        | Veroordeeld tot zes keer levenslang.             | Frans staatsburger en Al Qaida-terrorist, pleitte schuldig in 2005 voor een sleutelrol in de voorbereidingen van de aanslagen op 11 september 2001 door voor de daders vliegcursussen, financiering en materiaal te leveren          |
| Ramzi Yousef         | 03911-000            | Ramzi Yousef              | Veroordeeld tot levenslang en 240 jaar.          | Veroordeeld in 1994 voor terroristische activiteiten in het kader van de bomaanslag op het World Trade Center in 1993 waarbij zes personen omkwamen en meer dan 1.000 personen gewond raakten                                        |
| Richard Reid         | 24079-038            |                           | Veroordeeld tot driemaal levenslang en 110 jaar. | Gekend als de Shoe Bomber; Brits staatsburger, actief in Al Qaida, die in 2002 werd veroordeeld voor zijn aanslag met een schoenbom op American Airlines-vlucht 63                                                                   |
| Umar Abdulmutallab   | 44107-039[dode link] | Umar Farouk Abdulmutallab | Veroordeeld tot viermaal levenslang en 50 jaar.  | Gekend als de Underwear Bomber; Nigeriaans staatsburger en Al Qaida-terrorist die in 2011 veroordeeld werd voor een poging springstof tot ontploffing te brengen aan boord van vlucht 253 van Northwest Airlines op 25 december 2009 |
| Dzjochar Tsarnajev   | 95079-038[dode link] | Dzjochar Tsarnajev        | Veroordeeld tot doodstraf op 24 juni 2015.       | Een van de twee terroristen van de bomaanslagen tijdens de marathon van Boston 2013. Wanneer de executiedatum vastgelegd zal worden, wordt hij overgebracht naar de United States Penitentiary, Terre Haute                          |
| Theodore Kaczynski   | 04475-046            | Theodore Kaczynski        | Veroordeeld tot achtmaal levenslang.             | Gekend als de Unabomber; pleitte in 1998 schuldig aan een reeks van zestien aanslagen met bombrieven tussen 1978 en 1995. In 2023 in gevangenschap overleden.                                                                        |
| Terry Nichols        | 08157-031            |                           | Veroordeeld tot 161 maal levenslang.             | Medeplanner van de bomaanslag in Oklahoma City van 1995 op de Alfred P. Murrah Federal Building waarbij 168 personen het leven lieten. Hoofddader Timothy McVeigh werd in 2001 geëxecuteerd                                          |
| Robert Hanssen       | 48551-083            | Robert Hanssen            | Veroordeeld tot vijftienmaal levenslang.         | Voormalig FBI-agent die gedurende twintig jaar dubbelagent was en spioneerde voor de Sovjet-Unie en Rusland. In 2023 in gevangenschap overleden.                                                                                     |
| Joaquín Guzmán Loera | 89914-053[dode link] | El Chapo                  | Veroordeeld tot levenslang en 30 jaar.           | Leider van het Sinaloakartel, een Mexicaans drugskartel. Gevangen genomen in 2016, overgebracht naar de Verenigde Staten in 2017 en schuldig bevonden aan moord, drugshandel en witwassen van misdaadgeld                            |